# Franz Bunke
Franz Bunke (né le 3 décembre 1857 à Schwaan, mort le 6 juillet 1939 à Weimar) est un peintre allemand spécialisé dans les paysages.

## Biographie
Il étudie le dessin entre 1871 et 1874 avec Paul Tischbein (de) à Rostock. Il commence des études artistiques à Berlin en 1878, puis la même année il se rend à l'École des beaux-arts de Weimar. Entre 1882 et 1884, il est l'élève de Theodor Hagen, et devient lui-même professeur de peinture en 1886. À partir de 1892, il passe ses étés dans sa ville natale de Schwaan, où il fonde une école artistique. Chaque année, ses étudiants l'accompagnent pour peindre en pleine nature. Entre 1903 et 1914, il expose régulièrement à Munich.

## Galerie

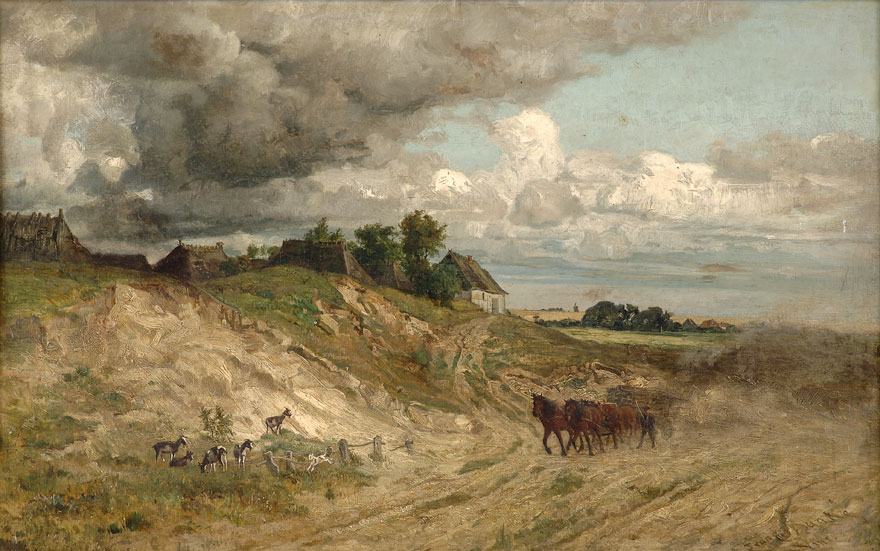
Aufsteigendes Gewitter
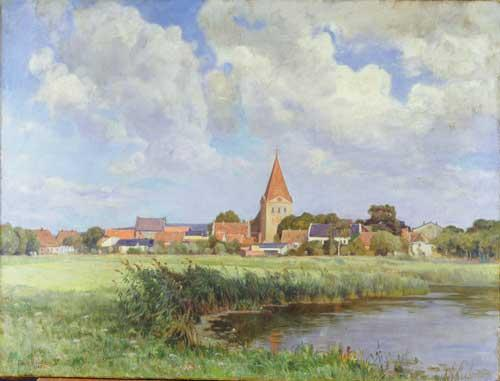
Village de Schwaan
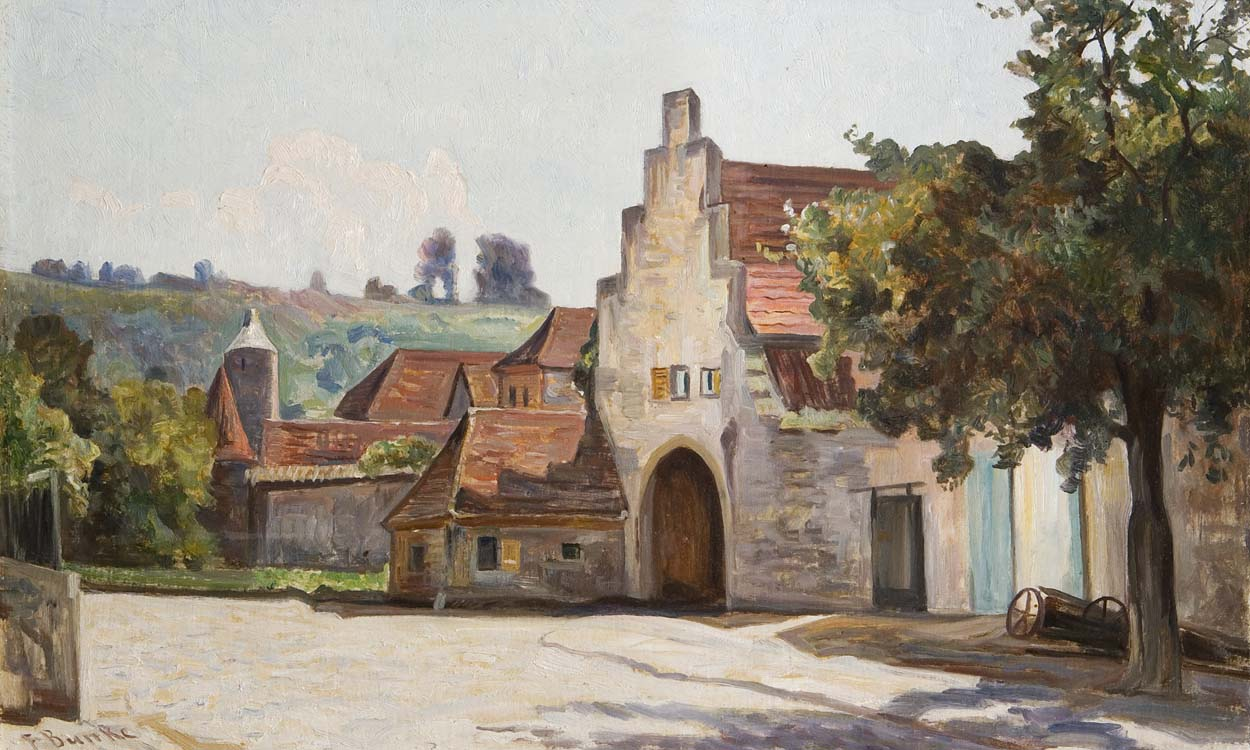
Würzburger Tor
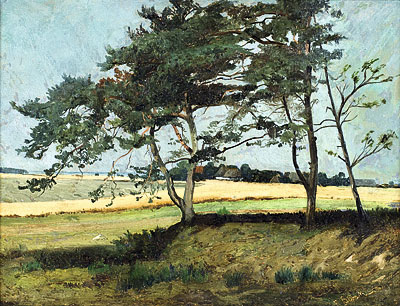
Mittagssonne